# Trieste (1929)
El Trieste fue un crucero pesado de la Regia Marina, integrante de la clase Trento.
Su construcción se realizó en el astillero Stabilimento Tecnico Triestino de Trieste, donde fue puesto en grada el 25 de junio de 1925; botado el  24 de octubre de 1926, y fue dado de alta el 3 de abril de 1929.

## Propulsión
El aparato motor, estaba constituida por cuatro turbinas  Parsons, las cuales, eran alimentadas por diez calderas, todo este conjunto, accionaba cuatro hélices con una potencia de 150 000 CV, y le permitían una velocidad máxima de 35 nudos, con una autonomía de 4160 nmi a 16 nudos.  
El armamento principal original, estaba constituido por ocho cañones Ansaldo de 203 mm/50 modelo de 1924, dispuesto en cuatro torres dobles sobre la línea de crujía del buque, dos en caza y dos en retirada, y con las piezas más cercanas a la torre de mando, más elevadas que las dos más alejadas. Su armamento secundario, estaba constituido por dieciséis cañones OTO 100 mm/47 modelo de 1927 dispuesto sobre ocho torres dobles.
Como armamento antiaéreo, portaba cuatro ametralladoras de  40 mm/39 Vickers-Terni en montajes simples y ocho ametralladoras de 12,7 mm en dos montajes cuádruples.
Portaba además ocho tubos lanzatorpedos de 533 mm, en cuatro montajes dobles.
En 1937 su armamento secundario, se vio modificado con la inclusión de ocho cañones de 37 mm/54, en cuatro montajes dobles que sustituyeron a cuatro de los montajes de 100 mm/47, adicionalmente, se añadieron ocho ametralladoras de 13,2 mm en montajes en substitución de las cuatro ametralladoras de 40 mm/39 y de cuatro de las de 12,7 mm, incrementando así su capacidad de defensa antiaérea de corto alcance.

## Historial
En agosto de 1933 junto a los buques de su misma clase, el Trento y el Bolzano, formó la segunda división naval
En junio de 1934, la Regia Marina fue reorganizada, y los tres buques, pasaron a formar la III división naval de cruceros, con base en Mesina. Durante la guerra civil española, realizó misiones del acompañamiento a convoyes en el mediterráneo occidental.
Al inicio de la Segunda Guerra Mundial el Trieste seguía encuadrado en la III división naval de cruceros, que pertenecía a la segunda escuadra. 
Durante la Segunda Guerra Mundial, estuvo presente en las principales acciones navales del mediterráneo, como el primer encuentro entre la Regia Marina y la Royal Navy, la Batalla de punta Stilo del 9 de julio de 1940, la batalla de Cabo Teulada el 27 de noviembre de 1940, el ataque a Taranto, la noche del 11 al 12 de noviembre de 1940, en la que su gemelo el Trento, fue seriamente dañado, y la batalla del cabo Matapan, la noche del 27 al 28 de marzo de 1941.
El Trieste fue hundido tras un bombardeo realizado por 24 B-17 estadounidenses  del 301 grupo de bombardeo en La Magdalena, al norte de Cerdeña, el 10 de abril de 1943, en este bombardeo, también fue seriamente dañado el crucero Gorizia. 
Su pecio, que estaba posado en el fondo sobre la cubierta, fue reflotado tras la contienda en 1949, y salió a la venta para desguace. Fue adquirido por la Sociedad Italiana Micoperi que a finales de 1950 lo ofreció a la Armada Española, a través de la Empresa Nacional Elcano de la Marina Mercante, que lo adquirió el 28 de marzo de 1951. 
La Armada, decidió usar el casco, y las máquinas, relativamente intactos, al quedar el combustible y lubricantes retenidos dentro del casco bañando la maquinaria, para construir un portaaviones.
Partió remolcado de la Spezia el buque el 7 de junio de 1951, con rumbo a Cartagena, donde arribó el 17 de junio, posteriormente, es trasladado a Ferrol. Tras examinar el estado real del buque, se decide detener cualquier inversión y proceder a su desguace.
El Trieste quedó arrinconado en Ferrol, y se propuso convertirlo en un crucero antiaéreo o remotorizar el Navarra con su maquinaria y convertirlo en crucero antiaéreo, pero los costes de estas operaciones, eran superiores a la construcción de un nuevo buque.
Parte del metal, se empleó para la construcción de los destructores de la clase Oquendo y finalmente, fue desguazado en 1959. El costo total del intento de conversión, ascendió a 41 132 181 ₧.